# Tatjana Politeo
Tatjana Politeo (Zagreb, 1976.), hrvatska slikarica. Živi i radi u Zagrebu.

## Životopis
Rodila se je u Zagrebu. U rodnom gradu studirala je na Akademiji likovnih umjetnosti na kojoj je diplomirala 2003. godine. Izlagala na više od četrdeset samostalnih izložbi u Hrvatskoj i inozemstvu te na brojnim skupnim izložbama i projektima. Stvara primjenom kolaža, slikarskog morta, akrila, spreja, grafita i pastela i inog. Članica je HDLU-a i HZSU-a.

## Nagrade i priznanja
Dobitnica druge nagrade na II međunarodnom bijenalu slikara i kipara – Mediteran 2010., Hrvatska, Split.